# Maissau
Maissau (zastarale česky Maisava) je město v okrese Hollabrunn v rakouské spolkové zemi Dolní Rakousy. Žije zde přibližně 1 900 obyvatel.

## Geografie
Maissau leží na přechodu Weinviertelu (Vinné čtvrti) k Waldviertelu (Lesní čtvrti) na úpatí Manhartsbergu. Plocha města činí 43,14 kilometrů čtverečních a 28,03 % plochy je zalesněno.

### Katastrální území
Na území obce se nacházejí katastrální území Eggendorf am Walde, Grübern, Gumping, Klein-Burgstall, Limberg, Maissau, Oberdürnbach, Reikersdorf, Unterdürnbach a Wilhelmsdorf (Maissau).

### Sousední obce
Od severu ve směru hodinových ručiček:
- Burgschleinitz-Kühnring – na severu
- Straning-Grafenberg – severovýchodně
- Sitzendorf an der Schmida – na východě
- Ravelsbach – jihovýchodně
- Hohenwarth-Mühlbach am Manhartsberg – na jihu
- Schönberg am Kamp – na západě

## Politika
- Starostou města je Josef Klepp a vedoucím kanceláře Karl Frühwirth.
- V zastupitelstvu obce je 19 křesel, která jsou po volbách konaných 14. března 2010 rozdělena podle získaných mandátů takto:
- ÖVP 13
- SPÖ 5
- Zelení 1

### Vývoj počtu obyvatel
- 1971 2131
- 1981 1804
- 1991 1778
- 2001 1855

## Pamětihodnosti
- Svět ametystů Maissau (německy Amethystwelt Maissau) je muzeum a volnočasový areál, vybudovaný na největší ametystové žíle v Evropě. Odkryté naleziště je přístupné návštěvníkům.[4]
- Hrad Maissau: poprvé v dokumentech je hrad zmíněn v roce 1122. Hradní nádvoří a stáje jsou přístupné v době zámeckého adventu.

## Hospodářství a infrastruktura
Nezemědělských pracovišť bylo v roce 2001 67, zemědělských a lesnických pracovišť bylo v roce 1999 131. Počet výdělečně činného obyvatelstva bylo v roce 2001 790, tj. 43,66 %.

## Pravidelné slavnosti
- Dny Gottfrieda von Einem: slavnosti jsou v Maissau každoročně v červnu.

## Osobnosti města
- Gottfried von Einem (1918-1996) – rakouský skladatel, žil a zemřel ve svém domě v Oberdürnbach bei Maissau.